# Прилепска партизанска чета
Прилепската партизанска чета е бойна единица, участвала в комунистическата съпротива във Вардарска Македония.
Създадена е във Вишне Маало в Прилеп на 12 септември 1941 година от седем души. Според първоначалната идея четата трябва да влезе в състава на създадения на 11 октомври 1941 Прилепски партизански отряд „Гоце Делчев“, но четата закъснява и отряда тръгва без нея и извършва нападението на полицейското управление в Прилеп, което в Северна Македония се приема за ден на народното въстание. На 15 октомври четата най-накрая се присъединява към отряда.

## Състав
- Кирил Кръстевски – Платник – командир
- Трайко Божков – Тарцан
- Борка Велески
- Лазо Колевски
- Гьоре Велковски
- Йоска Йордановски – Сандански
- Илия Йовановски